# Panneau de signalisation d'une zone de rencontre en France
Le panneau de signalisation routière français carré à fond bleu et bordé d’un listel blanc, portant en son centre trois pictogrammes (un piéton, un cycliste et un véhicule) ainsi qu’un panneau de limitation de vitesse à 20 km/h signale à l’usager de la route qu’il entre dans une zone de rencontre. Ce panneau est codifié B52. Le panneau de fin de prescription utilise une ligne diagonale rouge, les mêmes pictogrammes et le panneau B33 de fin de limitation de vitesse à 20 km/h et est codifié B53.

## Histoire
Ce signal a été créé par l’arrêté du 7 novembre 2008.

## Usage

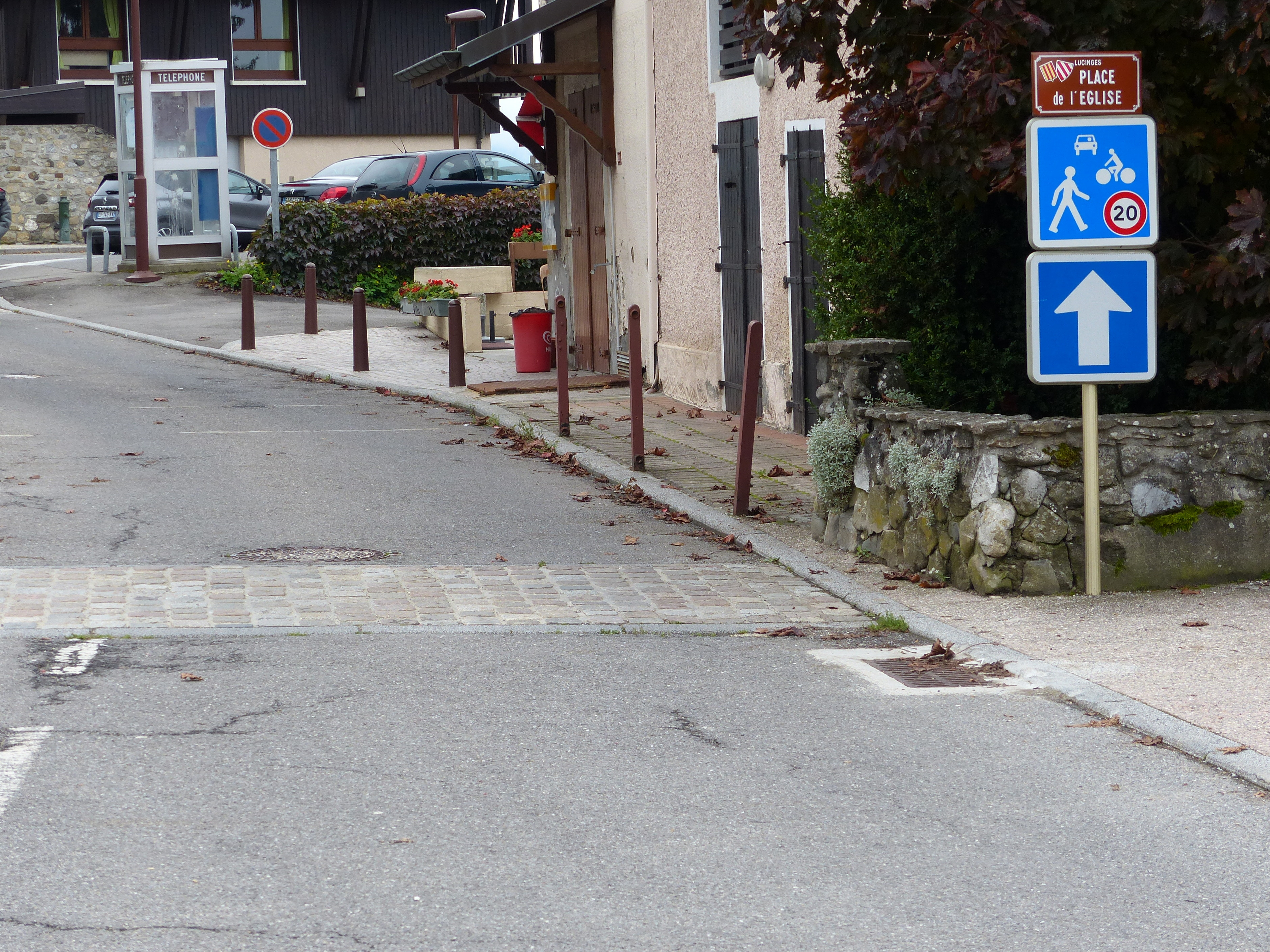
Panneau B52 surmontant un panneau C12

Une zone de rencontre, définie conformément aux articles R.110-2 et R.411-3-1 du code de la route, est annoncée par un panneau B52 placé à chacune des entrées de la zone.
À la sortie de la zone de rencontre, le panneau B53 est implanté, ou bien le panneau B54 de début d’aire piétonne, ou le panneau B30 d’entrée de zone 30 ou le panneau EB20 de sortie d’agglomération.

## Caractéristiques
Le panneau de début de zone de rencontre est à fond bleu bordé d’un listel blanc, comportant des pictogrammes (piéton, cycliste, voiture) blancs. Le panneau B52 comporte le signal B14.
Le panneau de fin de zone de rencontre est à fond bleu bordé d’un listel blanc, et barré d’une diagonale rouge. Il comporte la reproduction du signal B14 où la couleur rouge est remplacée par la couleur grise.
Il existe cinq gammes de dimensions de panneaux de prescription zonale. Les panneaux de type B52 et B53 sont de forme carrée.

## Implantation

### Implantation longitudinale
Les panneaux de prescription du type B52 sont placés au voisinage immédiat de l'endroit où la prescription commence à s'imposer. Ils doivent être répétés après chaque intersection autre que celles avec des voies privées non ouvertes à la circulation publique ou des chemins de terre.

### Distance du bord de chaussée

Implantation d'un panneau de prescription sur trottoir en agglomération

Sauf contrainte de site, la distance entre l'aplomb de l'extrémité du panneau situé du côté de la chaussée et la rive voisine de cette extrémité ne doit pas être inférieure à 0,70 m.
En rase campagne, les panneaux sont placés en dehors de la zone située en bord de chaussée et traitée de telle façon que les usagers puissent y engager une manœuvre de redirection ou de freinage dite « zone de récupération », ou leur support au minimum à 2 m du bord voisin de la chaussée, à moins que des circonstances particulières s'y opposent (accotements étroits, présence d'une plantation, d'une piste cyclable, d'une voie ferrée, etc.).
En agglomération, les panneaux sont placés de manière à minimiser la gêne des piétons.
Le support d'un signal peut aussi être implanté sur une propriété riveraine ou ancré à une façade après accord du propriétaire ou par application si cela est possible en vertu du décret-loi du 30 octobre 1935 et du décret 57-180 du 16 février 1957.

### Hauteur au-dessus du sol
En rase campagne, la hauteur réglementaire est fixée en principe à 1 m (si plusieurs panneaux sont placés sur le même support, cette hauteur est celle du panneau inférieur), hauteur assurant généralement la meilleure visibilité des panneaux frappés par les feux des véhicules. Elle peut être modifiée compte tenu des circonstances locales soit pour assurer une meilleure visibilité des panneaux, soit pour éviter qu'ils masquent la Circulation.
En agglomération, lorsqu’il y a un éclairage public, les panneaux peuvent être placés à une hauteur allant jusqu'à 2,30 m pour tenir compte notamment des véhicules qui peuvent les masquer, ainsi que de la nécessité de ne gêner qu'au minimum la circulation des piétons.

### Position de la face
Le plan de face avant d'un panneau implanté sur accotement ou trottoir doit être légèrement incliné de 3 à 5° vers l'extérieur de la route afin d'éviter le phénomène de réflexion spéculaire qui peut, de nuit, rendre le panneau illisible pendant quelques secondes.

## Visibilité de nuit
Les panneaux et panonceaux de signalisation doivent être visibles et garder le même aspect de nuit comme de jour. Les signaux de danger sont tous rétroréfléchissants ou éventuellement dans certaines conditions, éclairés.
Les revêtements rétroréfléchissants doivent avoir fait l'objet, soit d'une homologation, soit d'une autorisation d'emploi à titre expérimental. La rétroréflectorisation porte sur toute la surface des panneaux et panonceaux à l'exception des parties noires.